# Historia de Baréin

## Historia antigua, Dilmun
Baréin fue poblado desde tiempos prehistóricos. Su estratégica posición en el Golfo Pérsico ha hecho que fuera controlada e influenciada por los asirios, babilonios, griegos, persas y finalmente por los árabes, que convirtieron a sus habitantes al Islamo
. Baréin fue conocida en tiempos antiguos como Dilmun, Tylos (nombre dado por los griegos), Awal o Mishmahig cuando fue parte del Imperio persa. Dilmun fue un entrepot comercial en la ruta Mesopotamia-India, tal como muestran algunos documentos mesopotámicos, en especial uno del mismísimo rey Ur-Nashe de Sumer, fechado en 2250 a. C. Sin embargo no está confirmada la ubicación de Dilmun. Podría ser Baréin, la provincia Oriental de Arabia Saudí, Catar, Omán o incluso la costa iraní. Los últimos documentos babilonios sobre Dilmun están datados en 538 a. C.

## El Imperio Persa
Posteriormente, entre los siglos VI a. C. y III a. C., Baréin fue parte del Imperio Persa bajo la corona de la Dinastía Aqueménida. Tras ellos seguiría dentro del mismo imperio, bajo las dinastías de los partos y sasánida, hasta la llegada del Islam en el siglo VII de nuestra era. Los partos tenía controlado el Golfo Pérsico hasta Omán hacia el 130 a. C. Instalaron varias bases, entre ellas Baréin, para seguir controlando las rutas comerciales.

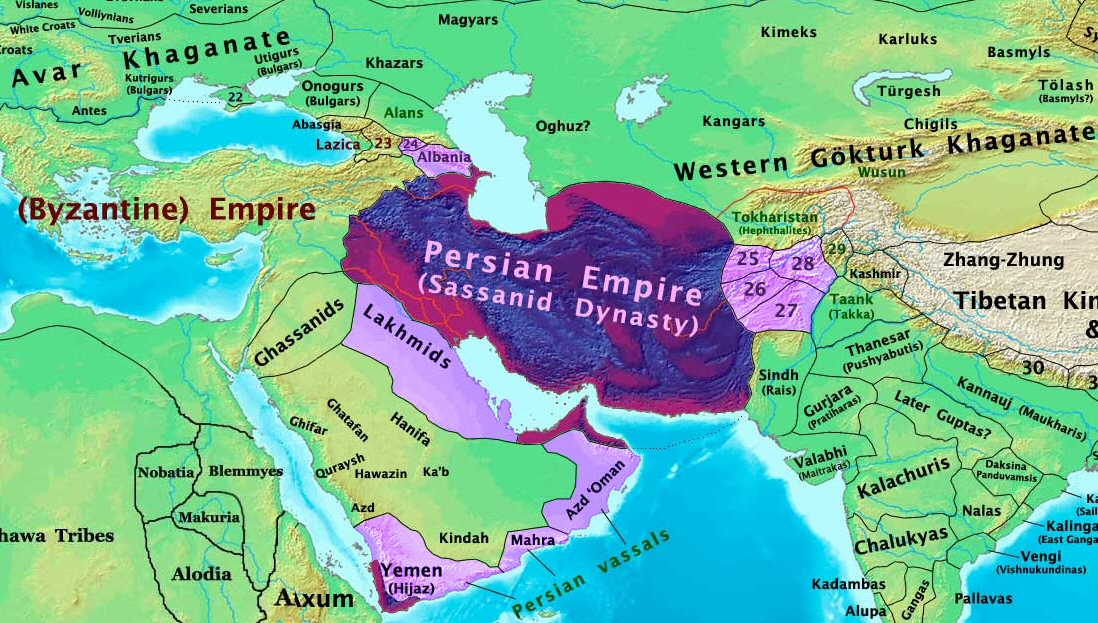
Asia y el Imperio Sasánida en el año 600

En el siglo III la Dinastía Sasánida se hizo con el trono persa. Pero en Baréin su gobernador parto Sanatruq no aceptó la subyugación a la nueva familia gobernante. El rey Ardashir personalmente guio la victoria sobre los rebeldes de Baréin y Omán y colocó a su hijo Shapur I como gobernador. La nueva provincia sur de los sasánidas fue subdividida en tres distritos: Haggar (actual provincia saudí de Al-Haluf), Batan Ardashir (actual provincia saudí de Al-Qatif) y Mishmahig (actual Baréin).

## El islam
El islam emergió en el siglo VII, y desde ese instante Bahrayn, se refiere a una provincia que recorre la costa persa desde Basora ( en el actual Irak) hasta el estrecho de Ormuz, y que incluye la actual Baréin. Baréin abrazó la fe islamista muy pronto, en 629. El profeta Mahoma gobernó las islas a través de su representante Al-Ala'a Al-Hadhrami. La mezquita de Al-Khamis, construida en 692, en la era del califa omeya Umar II, fue una de las primeras de Bahrayn. La llegada del islam no varió la prosperidad comercial, que incluso se vio reforzada cuando Bagdad emergió como sede del califato en 750, dado que la actual capital de Irak fue un importante cliente de bienes suntuosos provenientes de China y el Asia Meridional. Baréin se convirtió en un importante foco cultural durante cientos de años, siendo muy importantes algunos de sus filósofos, como Maitham Al Bahrani (fallecido en 1299) y cuya tumba puede ser visitada en Mahooz (distrito de Manama).

## Los cármatas
Entre los años 894 y 977 las islas estuvieron bajo el gobierno de los cármatas, movimiento ismailí radical originario de la ciudad iraquí de Kufa que sometió al terror a Irak y Siria y llegó a masacrar a la población de La Meca. Su líder, Abu Said Al-Janaby, tomó Al-Hasa, la entonces capital, y desde allí creó la República Cármata, expresión política de su sociedad utópica basada en la razón y la igualdad. El estado estaba gobernado por un consejo de seis miembros, uno de los cuales era el jefe. Todas las propiedades eran repartidas entre todos los "iniciados" (tras una ceremonia organizada en siete fases) de esta sociedad organizada como ente esotérico. Desde Baréin lanzaron ataques a la península arábiga. En uno de ellos mataron a veinte mil peregrinos. Casi capturaron Bagdad en 923. En 930 saquearon La Meca, llevando la Piedra Negra a Baréin. Baréin se convirtió en capital del Califato Mahdi, extendido desde Isfahán, en el que se abolió la Sharia y se introdujeron prácticas religiosas del zoroastrismo, lo que ha llevado a muchos historiadores a considerarlos enemigos del Islam. Durante gran parte del siglo X fueron el estado dominante del Golfo Pérsico, y de hecho, el califato abásida pagó tributos a los cármatas, que ya controlaban la costa de Omán, y en consecuencia la salida del Golfo. 
En 976 fueron derrotados por los abásidas. Su posterior debilitamiento fue aprovechado por Abul-Bahlul al-'Awwam y Abu'l-Walid Muslim, dos chiís de la tribu Abd al-Qays, para lanzar un golpe de Estado que instaló en el poder a la dinastía Uyúnida de la citada tribu árabe chií.

## Los uyúnidas, los usfúridas, los jarwánidas y los jábridas
Esta dinastía gobernó entre 1076 y 1235. En ese año el gobernante persa de Fars ocupó breve y parcialmente las islas, hasta que en 1253 la dinastía usfúrida accedió al poder. Se trataba de una tribu beduina de Arabia que controló el este arábigo. En 1330 se convirtieron en tributarios del Reino persa de Ormuz, aunque una dinastía chií local, los Jarwánidas (con sede en la ciudad costera saudí de Qatif) actuaba como delegada. A mediados del siglo XV, otra dinastía beduina se hizo con el control del sector oriental saudí, que incluye Baréin, los Jábridas, con sede en Al-Ahsa.

## Dependencia de potencias extranjeras
Fueron ocupadas por Portugal en 1507. En el período de 1602 a 1783 pasaron a estar bajo la dependencia de Persia como un territorio con un gobierno semiautónomo. En 1783 es gobernada por la dinastía árabe de los al Khalifa, familia suní que todavía hoy dirige Baréin, ya como un jecato independiente separado de Persia. 
A comienzos del siglo XIX el sultán de Omán, Sayyid, invadió Baréin, colocando a su hijo Salim como gobernador en el fuerte de Arad. En 1820 la familia Al Khalifa fue reconocida por el Reino Unido como legítima gobernante tras la firma de un tratado comercial, con lo cual los británicos se afianzaban en el control de las islas. En 1860 los Khalifa usaron la misma táctica para librarse del creciente influjo británico, firmando un acuerdo similar con el Imperio Otomano y con el Imperio Persa, pero más ventajoso para ellos. 
Debido a las pretensiones de Persia de recapturar las islas, se sometió en 1861 bajo protectorado británico, a cambio de protección y fue ratificado según los Tratados de 1880, 1892 y 1913. Aun así, Irán reivindicó para sí la posesión del archipiélago, si bien renunció a sus pretensiones en 1970 y en 1980. Tras la Guerra entre Catar y Baréin de 1868, los británicos aprovecharon la debilidad del país para apretar las condiciones del tratado de protección: los Khalifa tuvieron que firmar un tratado según el cual cualquier relación de Baréin con terceros países tendría que ser aceptado por el Reino Unido. A cambio garantizaban protección y apoyo militar. El desencanto de la población llegó en 1892, cuando los británicos pasaron de protectores a regidores totales. En marzo de 1895 tuvo lugar la primera revuelta contra el jeque Issa Bin Ali. La revuelta concluyó con varios manifestantes asesinados por las tropas británicas.

## Camino a la independencia
En 1932 se comienza a excavar petróleo en la zona. En la década de 1950 comienzan a surgir movimientos de reivindicación nacionalista que reclamaban la independencia.
En 1968, Baréin se integró en la Federación de Emiratos Árabes, aunque tres años después decidió independizarse, 15 de agosto de 1971, manteniéndose a la dinastía de los al Khalifa al frente del Estado, y el jeque asume el título de emir. Ese mismo mes se firmó un tratado de amistad con Gran Bretaña que retiró sus tropas de la región y en diciembre se firmó un nuevo tratado con los Estados Unidos de forma que la marina americana obtuvo permiso para instalarse en la base naval de al-Jufayr.
En junio de 1973 se promulgó una nueva constitución que dio lugar a la elección del primer parlamento democrático elegido por sufragio universal en el mes de diciembre. Pero, tras saltar un conflicto entre la asamblea y el Emir Isa bin Sulman al Khalifa justo un año después, se disolvió la asamblea nacional y se procedió a la detención de varias decenas de miembros de la oposición. La constitución fue suspendida y todos los poderes fueron asumidos por el emir Isa bin Sulman al Khalifa. En 1977 Estados Unidos evacuó la base naval de al-Jufayr. 

## Influencia de la Revolución Islámica en Irán
La revolución iraní repercutió en el país en la década de los 80 debido al efecto que producía un poder suní sobre una población mayoritariamente chiita, como consecuencia de este hecho, en 1981 se crea el clandestino Frente para la Liberación Nacional e Irán reivindica, de nuevo, algunas de las islas del emirato. Baréin firmará entonces un acuerdo de defensa con Arabia Saudí y entrará a formar parte del Consejo de Cooperación del Golfo. 
Hubo una serie de factores que han causado que Baréin sea más liberal que sus vecinos, pero todos estos han sido impugnadas por el espíritu de la época del fundamentalismo religioso. Las tradiciones pluralistas de Baréin fueron en gran medida resultado de la complejidad confesional y la composición demográfica del Estado, los chiitas, los sunitas, los persas del Sur (es decir, Huwala y Ajams) y una plétora de religiones minoritarias. Vivir y trabajar juntos era la norma. La presencia del nacionalismo árabe y el marxismo y la dependencia del comercio exterior apoyaban esta libertad.
Incluso antes de la revolución iraní en 1979, hubo una tendencia conservadora en notable crecimiento, con la tradicional abaya imponiéndose entre las mujeres a la entonces popular mini-falda. Pero fue el terremoto político representado por la caída del sah de Persia lo que cambió la dinámica de la política de Baréin. El preludio y las secuelas de la revolución iraní en 1979 alentó a la disidencia islamista chiita en todo el Oriente Medio. La Irán del Ayatollah Jomeini inmediatamente vio a sus correligionarios en Baréin, que se había vuelto más conscientes de su propia identidad religiosa durante este período, como principales agentes de exportar la revolución. El fracaso de la izquierda para ofrecer un desafío político o filosófico a los islamistas permitió rápidamente dominar a los ideólogos islamistas. 
En 1981, una organización proiraní, el Frente Islámico para la Liberación de Baréin intentó un golpe de Estado con el plan que implica el asesinato de dirigentes de Baréin e imponer un régimen islamista. El objetivo era instalar el liderazgo del clérigo iraquí Hadi al-Mudarrisī como el líder supremo, pero el golpe fue detectado.
El fallido golpe de Estado junto con el estallido de la guerra Irán-Irak condujo a la formación del Consejo de Cooperación del Golfo, que unió a Baréin, Kuwait, Omán, Catar, Arabia Saudita y los Emiratos Árabes Unidos. La sensación de incertidumbre regional fue aún más cuando el Irak de Saddam Hussein invadió Kuwait, a lo que siguió la Guerra del Golfo Pérsico de 1991.
Años de estancamiento político, combinado con la caída del precio del petróleo, llevó a la creciente frustración por la falta de democracia. Así estalló una revuelta en 1994. Mientras que la defensa de las reformas anteriores había sido de carácter secular, ahora se imponían los usos islámicos, con la prohibición de competir a las mujeres en una carrera de maratón por usar "ropa inadecuada" como ejemplo. Hasta 1998, Baréin fue salpicada por los disturbios y ataques con bombas, mientras que la policía respondió con tácticas de mano dura. Más de cuarenta personas perdieron la vida.
En 1983 se permitió la formación de la organización parasindical de los Trabajadores del Petróleo.

## Democratización
En la década de 1990 creció la presión por reformas políticas, con protestas durante 1994 y 1995. En 1996, el gobierno detiene a 29 personas acusándolas de estar implicados en un complot para derrocar la monarquía e instaurar una república islámica, acusando a Irán de esta conspiración. 
En 1999 el emir Isa bin Sulman al Khalifa muere y su hijo Hamad bin Isa al Khalifa hereda el trono, permitiendo alcanzar una transición democrática en el país. En el 2002 el Emir asume el trono como Rey.